# Swing Parade of 1946
Swing Parade of 1946 é um filme musical e de comédia de 1946, lançado pela Monogram Pictures. O elenco do filme é : Gale Storm, Phil Regan e Os Três Patetas (Moe Howard, Larry Fine e Curly Howard) e números musicais com Connee Boswell e Will Osborne orquestras, incluindo "Stormy Weather"  e  "Caldonia". 

## Enredo
Os Três Patetas, são lavadores de pratos, e ajudam a cantora aspirante, Carol Lawrence (Storm) , e o dono de um clube noturno, Danny Warren (Regan), que quer encontrar um amor.

## Aparição dos Três Patetas
Os Patetas usaram algumas performances deles com Ted Healy na MGM : A sequência do encanador é adaptada de Meet the Baron e algumas gags da parte de garçom são adaptações de Beer and Pretzels.
Swing Parade of 1946 foi filmado no final da carreira de Curly. O comediante que na época tinha 42 anos sofreu uma série de AVC´s menores alguns meses antes das filmagens, e suas performances nos Curtas-metragens da Columbia Pictures ficaram lentas. Na época de Swing Parade of 1946, ele perdeu uma quantidade considerável de peso, teve dificuldade em manter sua voz de criança e rugas haviam danificado seu antigo rosto de bebê. A cena em que ele reinterpreta o labirinto de canos de A Plumbing We Will Go foi descrita como lenta e letárgica. 